# 수식 편집기
수식 편집기(數式 編輯機)는 다양한 수학 공식과 기호 등을 쉽게 입력하고 편집할 수 있도록 하는 컴퓨터 프로그램을 말한다.
수식은 일반적인 문자들로 구성된 문장과는 달리, 다양한 모양의 특수한 기호(심볼)가 사용되고, 윗첨자 아래첨자를 비롯해 다양한 위치에 다양한 크기의 첨자와 기호 및 선들로 구성되는 경우가 많고, 각 구성요소의 위치에 따라 수학적인 의미가 달라지기 때문에, 일반적인 문서 편집용 소프트웨어인 워드프로세서(Word processor)나 전자출판용 소프트웨어의 일반적인 기능으로는 복잡한 수식의 편집에는 한계가 있어, 수식 편집을 좀 더 쉽고 빠르게 하기 위한 편리한 기능과 인터페이스를 제공하는 소프트웨어를 수식편집기라고 부른다.
주요 워드프로세서나 오피스 형태의 소프트웨어 제품에는 간단한 수식편집기를 내장하고 있는 경우도 많다. 하지만, 수식을 많이 사용하거나 좀 더 고품질의 수식 편집을 원하는 경우에는 전문적인 수식편집 기능을 제공하는 전문 수식편집기를 선택할 수 있다.
전문 수식편집기들은 그리스 문자나 다양한 기호들을 표시하기 위해 별도의 수식 서체를 제공하기도 한다.
위지위그(WYSIWYG) 방식의 수식편집기와, 별도의 수식편집 명령어나 고유의 기호 이름을 텍스트 형태로 작성하고 결과를 수식으로 변환하는 방식의 편집기가 있다. 위지위그 방식의 대표적인 수식편집기로는 매스매직(MathMagic), 매스타입(MathType) 등이 있고, 별도의 수식 작성 명령을 통해 수식 결과를 변환하는 것으로는 {\displaystyle {\mathrm {T\!_{\displaystyle E}\!X} }}, {\displaystyle \mathrm {L\!\!^{{}_{\scriptstyle A}}\!\!\!\!\!\;\;T\!_{\displaystyle E}\!X} }, MathML 기반의 수식편집기와, 마이크로소프트 워드에 내장된 수식편집기, 한글과컴퓨터의 한컴오피스에 내장된 수식편집기, 오픈오피스에 포함된 매스(Math) 수식편집기 등이 있다.
수식편집기는 일반적으로 수식의 빠른 입력과 쉬운 편집을 위한 기능과 인터페이스에 중점을 둔 반면, 입력된 수식에 대해 문맥상의 오류를 파악하거나 계산하는 기능은 제공되지 않는 경우가 많다.

## 주요 수식 편집기
| 구분                                | 키보드 입력 | GUI 입력 | 필기 인식       | TeX 지원    | MathML 지원 | 이미지 포맷 저장 | 자동 레이아웃 | 계산 기능 지원    | 플랫폼                                          | 비고 |
| ----------------------------------- | ----------- | -------- | --------------- | ----------- | ----------- | ---------------- | ------------- | ----------------- | ----------------------------------------------- | --- |
| 리브레 오피스 포뮬라                | 예          | 아니요   | 아니요          | 예          | 아니요      | 예               | 아니요        | 아니요            | Windows, Linux, Mac                             | TeX 및 매스잭스 사용법 호환 , 리브레 오피스 포함 |
| Aurora                              | 예          | 아니요   | 아니요          | 예          | 아니요      | 예               | 아니요        | 아니요            |                                                 | 마이크로소프트 오피스 애드온. TeX을 이용해 수식 표시. |
| DragMath                            | 아니요      | 예       | 아니요          | 예          | 예          | 아니요           | 아니요        | 아니요            |                                                 | 자바 애플릿. 오픈 소스. AsciiMathML 지원. |
| Formulator MathML Weaver            | 예          | 예       | 아니요          | 아니요      | 예          | 예               | 아니요        | 아니요            |                                                 | 두가지 라이센스 체계 (오픈 소스 형식과 상용). 브라우저 내에서 동작하는 별도 버전도 있음 (실버라이트 플러그인 기능 이용). |
| 메이플                              | 예          | 예       | characters only | export only | export only | 예               | 예            | 예                | Windows, Linux, Mac                             | |
| MathEditor                          | 예          | 예       | 아니요          | 아니요      | 예          | 아니요           | 예            | 아니요            |                                                 | 자바스크립트, WYSIWYG, 오픈 소스, 컨텐트 형식과 프리젠테이션 형식 지원하는 MathML 편집기 |
| 다음 수식편집기                     | 예          | 예       | 아니요          | 예          | 아니요      | 예               | 예            | 아니요            | 맥 OS X, Chrome browser                         | |
| 매스매티카                          | 예          | 예       | 예              | 예          | 예          | 예               | 예            | 예                | Windows, Unix/Linux, Mac                        | |
| 매스매직                            | 예          | 예       | Windows only    | 예          | 예          | 예               | 예            | via Wolfram Alpha | 마이크로소프트 윈도우, OS X, iOS, 안드로이드 OS | PDF, SVG, EPS, PNG, JPEG, GIF, LaTeX, MathML, AsciiMathML 등 지원. 마이크로소프트 워드 문서에 포함된 수식, Google Docs 수식, MathType 수식, Wiki 페이지의 수식, 음성 합성 기능을 통한 수식 읽기 등을 지원, Wolfram Alpha를 통한 계산 및 검색 결과 보기 지원. 퍼스널 에디션은 일반적인 범용 목적으로 사용할 수 있고, 프로 에디션은 어도비 인디자인 또는 쿼크익스프레스에서 전자 출판용으로 주로 사용. 다양한 수식 본문용 서체, 수식 심볼 서체, 그리스 문자용 서체 등이 오픈타입과 트루타입 포맷으로 제공됨. |
| MathType                            | 예          | 예       | 예              | 예          | 예          | 예               | 아니요        | 아니요            | 마이크로소프트 윈도우, 맥 OS X                  | 마이크로소프트 오피스와 애플 아이워크 등과 연동. 브라우저 플러그인 형태인 MathPlayer를 통해 수식에 대한 읽기 기능 지원. |
| MathFlow                            | 예          | 예       | 아니요          | 예          | 예          | 예               | 아니요        | 아니요            |                                                 | |
| 마이크로소프트 워드 2007 수식편집기 | 예          | 예       | 아니요          | partially   | 예          | 예               | 예            | 아니요            | Windows, Mac                                    | 워드 2007 이후부터 기본 내장된 MathML 기반의 새로운 수식 편집기. 다양한 수식 샘플이 제공되어 쉽게 입력할 수 있도록 지원함. |
| Microsoft Equation Editor 3.0       | 예          | 예       | 아니요          | 아니요      | 아니요      |                  | 아니요        | 아니요            | Windows, Mac                                    | MathType의 기능 제한 버전. 마이크로소프트 오피스 2007 이후에서는 새로운 수식편집기가 내장되면서, 이것은 더 이상 권장하지 않고 있음. |
| 오픈오피스 매스(Math)               | 예          | 예       | 아니요          |             | 예          | 아니요           |               | 아니요            | Windows, Linux, Mac                             | |
| MathCast                            | 예          | 아니요   | 아니요          | 아니요      | 예          | 예               | 예            | 아니요            |                                                 | 오픈 소스 |
| MathQuill                           | 예          | 예       | 아니요          | 예          | 아니요      |                  | 예            | 아니요            | Web                                             | 웹 브라우저용 WYSIWYG DHTML LaTeX 편집기. IE8 이상 또는 최신 브라우저들 지원. |
| MiraiMath                           | 예          | 예       | 아니요          | 예          | 아니요      | 예               | 예            | 아니요            |                                                 | 자바 기반의 WYSIWYG 편집기, 오픈 소스. GNU Octave의 프런트엔드로 사용 가능. |
| Publicon                            | 예          | 예       | 아니요          | 예          | 예          | 예               | 예            | 아니요            |                                                 | 매스매티카 기반의 기술문서 편집기 |
| Jex                                 |             |          | 아니요          | 예          | 예          |                  | 아니요        | 아니요            |                                                 | 오픈오피스용 |
| KFormula                            |             | 예       | 아니요          | 아니요      | 아니요      |                  | 아니요        | 아니요            |                                                 | |
| LyX                                 | 예          | 예       | 아니요          | 예          |             |                  | 아니요        | 아니요            |                                                 | |
| LaTeXiT                             | 예          | 아니요   | 아니요          | 예          | 아니요      |                  | 아니요        | 아니요            |                                                 | 맥 OS X용. 오픈 소스. |
| Rapid-Pi                            | 예          | 아니요   | 아니요          | 아니요      | 아니요      |                  | 아니요        | 아니요            |                                                 | 마이크로소프트 워드 플러그인 |
| Scientific Word                     | 예          | 예       | 아니요          | 예          | 아니요      | 아니요           | 예            | 아니요            | 마이크로소프트 윈도우                           | LaTeX 기반 에디터. |
| Scientific Workplace                | 예          | 예       | 아니요          | 예          | 아니요      | 아니요           | 예            | 예                | 마이크로소프트 윈도우                           | LaTeX 기반 에디터에 계산과 그래프 기능 포함. |
| TexPoint                            | 아니요      | 예       | 아니요          | 예          | 예          | 아니요           | 아니요        | 아니요            |                                                 | 파워포인트에 LaTeX 수식 지원을 위한 플러그인 |
| 아이텍 이퀘이션에디터               | 예          | 예       | 예              | 예          | 예          | 예               | 예            |                   | Web/mobile                                      | 수식의 논리적 구조에 기반한 GUI 입력방식 (디스플레이된 화면에서 클릭 또는 터치를 통해 수식의 입력과 수정이 가능) / 워드프레스, 그누보드 및 XE용 플러그인으로 개발되어 유지 보수가 용이함 / LaTeX 스크립트 명령어 방식 지원 http://itexsolution.co.kr/itexequationeditor/ |
| 구분                                | 키보드 입력 | GUI 입력 | 필기 인식       | TeX 지원    | MathML 지원 | 이미지 포맷 저장 | 자동 레이아웃 | 계산 기능 지원    | 플랫폼                                          | 비고 |

## 같이 보기
- TeX
- LaTeX
- MathML
- MathJax
- 매스매직